# OK便利店

仍然廣泛使用的舊有商標。

OK便利店（Circle K）是一家成立於美國德州艾爾帕索的1951年連鎖式便利商店集團，透過特許經營方式經營，商標原由康菲石油公司持有，後出售予 Alimentation Couche-Tard。截止2020年2月，OK便利店在北美洲有9,799間分店及，在歐洲有2,697間分店。
Circle K在美國一部份地區還附設加油站。Circle K在亞洲地區，例如香港及澳門亦設有連鎖店。
2015年開始，Circle K公布了新的标识和品牌形象，Couche-Tard宣布将在全球范围内部署新形象。

## 各地的OK便利店

### 香港

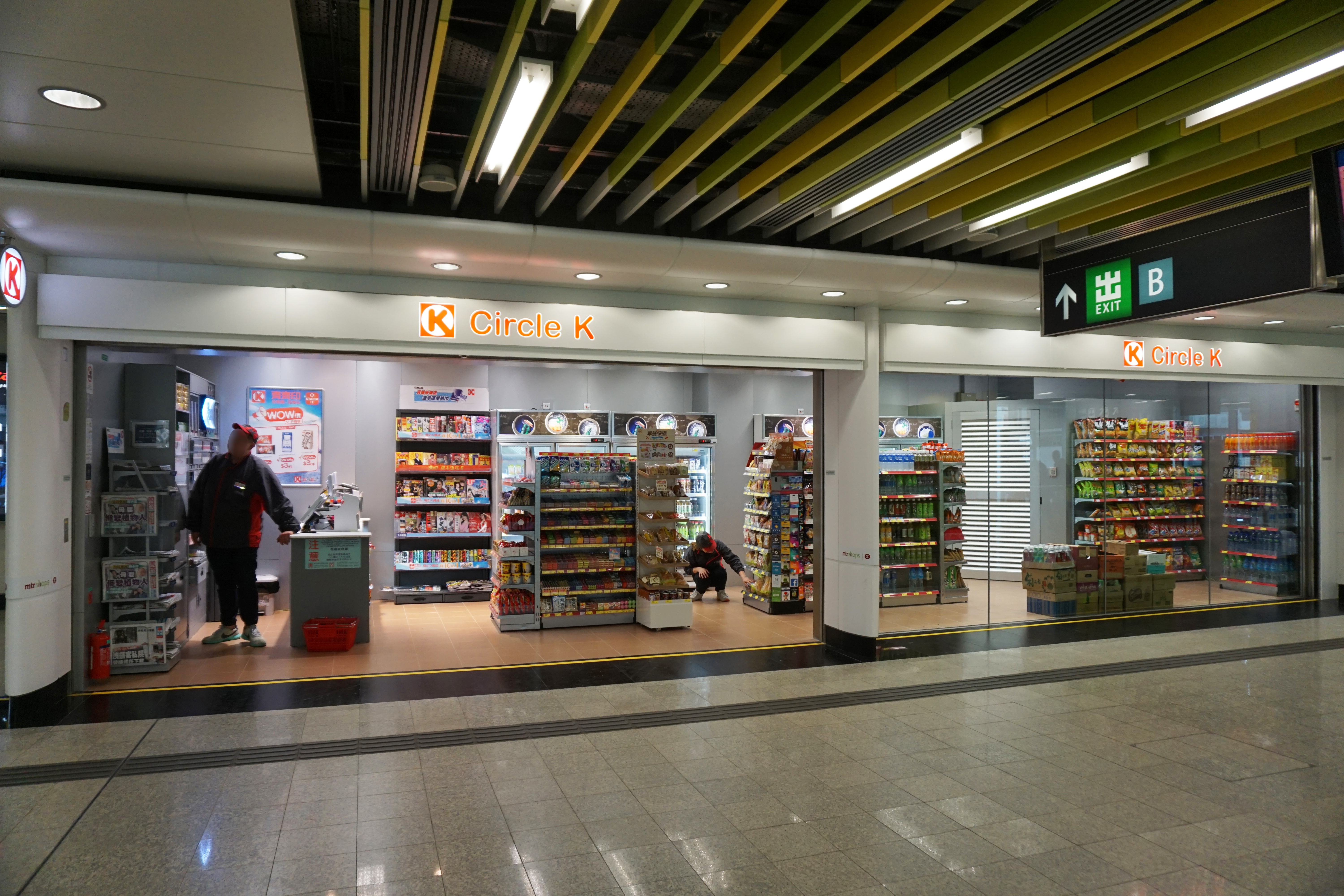
黃竹坑站分店

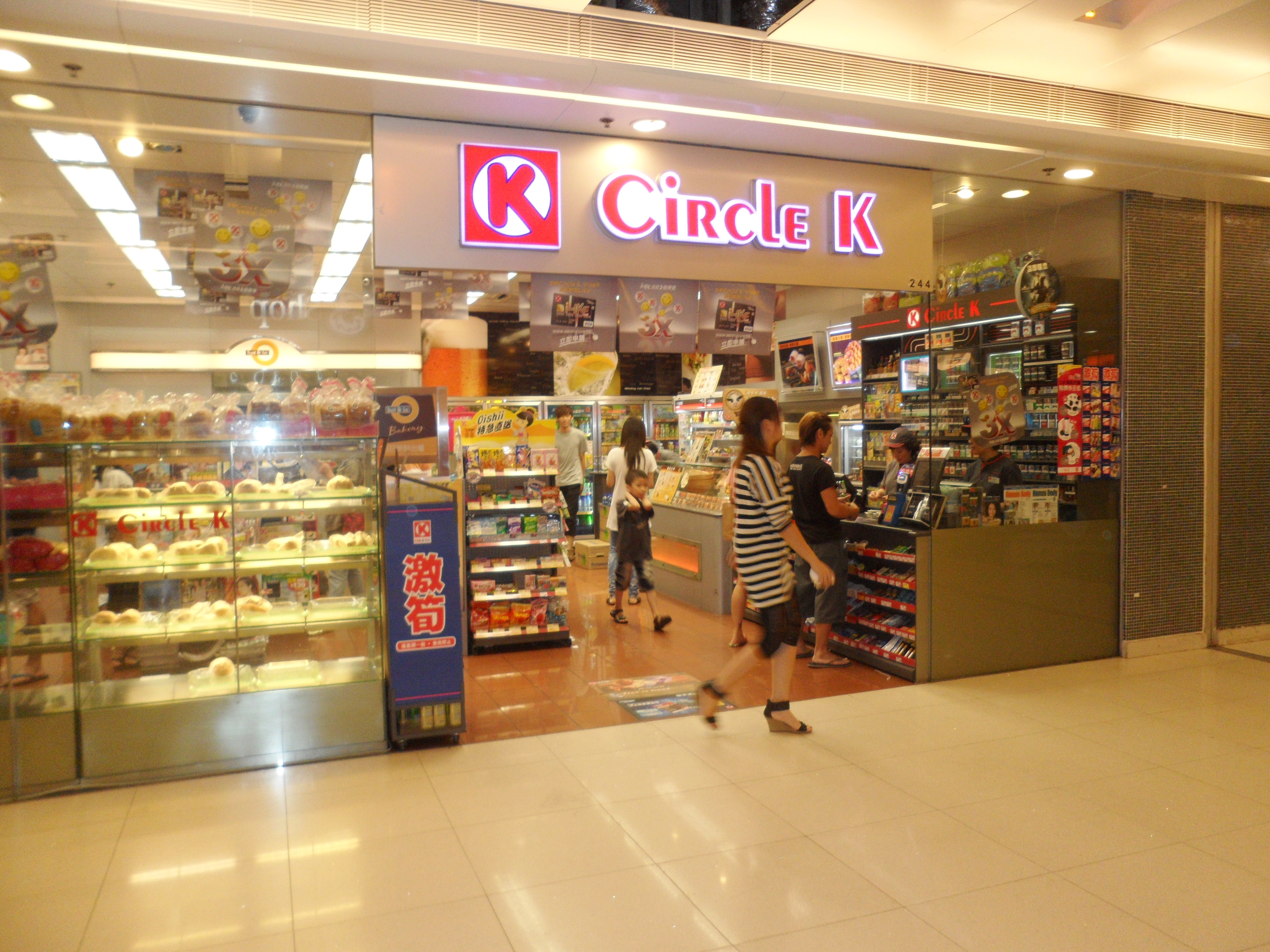
調景嶺彩明商場分店

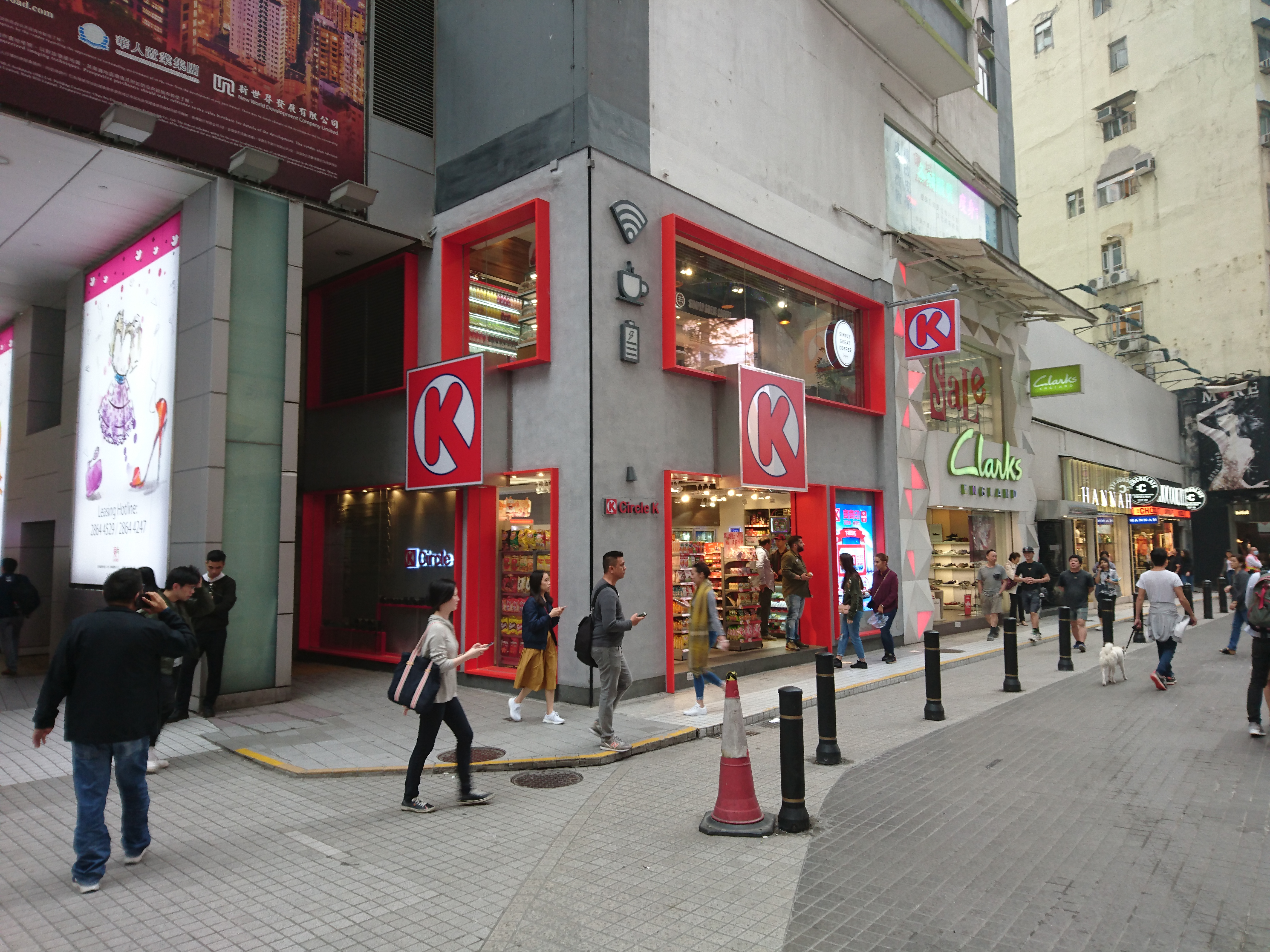
銅鑼灣東角道旗艦店

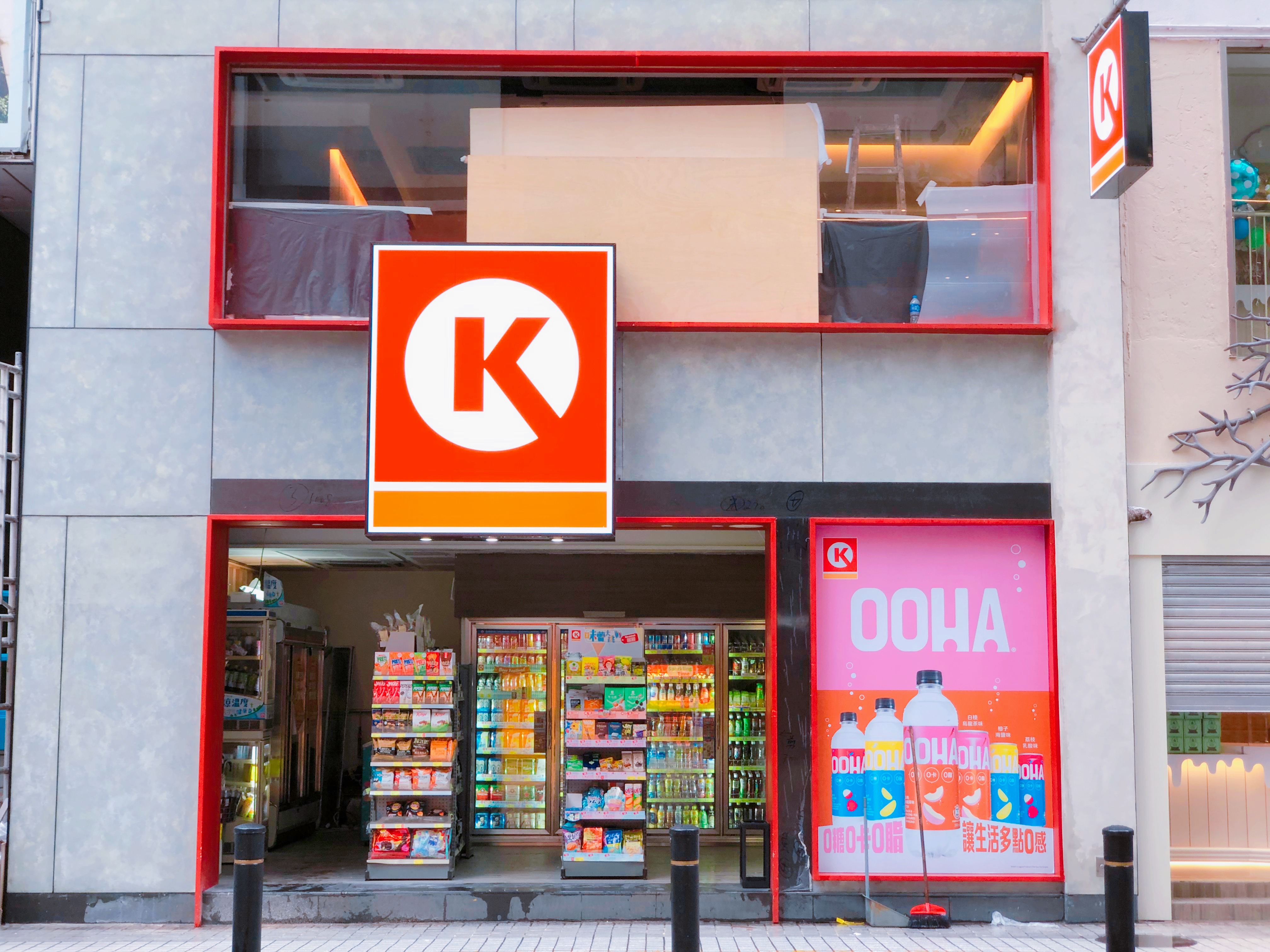
銅鑼灣東角道旗艦店於2022年5月換上現有商標

香港的OK便利店自2020年起由加拿大便利店巨頭 Alimentation Couche-Tard 經營。
1985年，利豐屬下之利亞零售有限公司（港交所：831）及其附屬公司（統稱CRA集團）經營，在香港開設第一間OK便利店。OK便利店是香港第二大連鎖便利店，主要銷售食品、日用品及雜誌等貨品。有別於其主要競爭對手7-11，普遍店舖面積比7-11大。
2000年，香港冯氏集团旗下零售业务冯氏零售先后取得OK便利店在广东和香港的专营权。
2019年，利亞零售集團於香港共有335家Circle K連鎖便利店。
2020年11月5日，利亞零售宣佈將旗下香港OK便利店業務售回予 Alimentation Couche-Tard。

#### 事件

##### 食物品質問題
2016年1月，香港薄扶林華富邨OK便利店出售的即食「超級熱狗包」被發現高達208隻螞蟻，被食環署票控一項「食物的品質與購買人所要求不符」罪，OK便利店有限公司在東區法院認罪，罰款3,500港元。公司代表求情稱，接到投訴後已加強環境清潔，亦曾拆開機器檢查，無發現有螞蟻。OK便利店之前有6項同樣控罪的案底，上一次被罰款5,000港元，涉案分店則屬初犯。
2016年8月香港OK便利店於推出「OK齊齊印」電子顧客管理平台，從推出至2020年1月有近1,500,000名會員參與。

##### 容許物體自高處墜下
2016年8月位於旺角登打士街的OK便利店被指，容許6厘米乘4厘米的碎片從高處墜下，致途人受傷。OK便利店有限公司今在九龍城法院承認容許物體自高處墜下罪，被判罰款8500港元。

##### 劫案
2016年8月3日凌晨約3時56分，油塘油麗邨商場ok便利店發生劫案。當時兩名女職員分別在櫃枱附近叠報紙及在儲物室內工作，突然兩名年約20歲，以口罩遮面，及戴上勞工手套的賊人闖入，一人跳入櫃枱內企圖打開收銀機。其中姓黃（41歲）正在叠報紙的女職員，上前喝止，另一名賊人即伸手欲按住她嘴巴，雙方發生糾纏。
此時，在儲物室的女職員，從閉路電視目睹事件，不動聲息離開儲物室，直走出大門高叫打劫。賊人聞訊知事敗，即奪門逃走，全程逗留約一分鐘，便利店沒有損失。事後職員報警，惟警員在附近兜截並未尋獲。

##### 自由選擇戴帽
2017年9月，藝術家程展緯“成功爭取”OK便利店店員　可自由選擇是否戴帽。程展緯發起「全港反思便利店做乜鬼要店員戴帽工作」運動，希望令人反思相關指引是否恰當。在其Facebook帖文，指收到OK便利店前線員工的「制服指引」照片。指引提到，由於每人的髮型有不同差異，OK員工可以自由選擇是否戴帽。而在麵包廊及美食吧工作的員工，為確保衞生，就要繼續佩戴帽及口罩。OK便利店確認，相關指引屬公司發出。

##### 工作凳
2017年8月，有OK便利店員工向《蘋果》投訴工作時要長期「罰企」。職工盟零售、商業及成衣業總工會指，雖不少分店已獲派圓形鐵凳，但稱不上是工作凳，不方便員工工作，直斥OK便利店「好唔OK」。有店員說，全日僅坐到15分鐘。 該會6月19日至7月27日期間巡視70間OK便利店，約83%反映不是每名收銀員都有工作凳可坐，該會上月20日至27日再派人訪問員工，有店員回覆指公司無說明員工是否可在工作期間坐在圓凳上，亦有人反映坐下後鐵凳高度不方便工作。

##### 工作環境惡劣
2024年12月底，有位於觀塘群星大廈OK便利店員工向職安健及勞工處投訴位於該處的工作環境情況惡劣，由於該分店漏水的問題導水房停電，因此如果店員需要在水房上水工作的話需要在黑暗的環境下工作，雖然分店經理已經購買了小夜燈，但是幫助不大，另外該分店的天井位置漏水，帆布倒塌，根據店員透露已經下了維修，但是超過一個星期供應商沒有回覆，及後職安健突擊巡查該分店，證實投訴屬實向該分店發出口頭及書面警告，及後該分店經維修後回復正常。

##### 通渠意外
2025年3月24日,警方接獲報案，指安平街2號利豐中心一間OK便利店，有工人於通渠期間，有腐蝕性液體濺出。意外中，3男1女受傷，由救護車送往沙田威爾斯親王醫院治理，當中包括姓梁（27歲）男工人、姓羅（38歲）男職員、姓楊（45歲）女職員及姓葉（74歲）男顧客。意外中，姓梁（27歲）男技工首當其衝灼傷，送院後雖情況穩定，但其友人向《香港01》透露，他上半身永久性嚴重損傷，連日留醫情緒低落；又憶述梁男指，對有人預先倒入滾水毫不知情，是在一名便利店科文催促下倒入通渠水，結果發生意外。姓梁男傷者的友人李小姐表示，梁男入行約2年，為持有合資格牌照的註冊技工。意外後，其上半身包括手部等，均有永久性損傷，並引述醫生稱其傷勢「嚴重」。現階段未知何時可以出院，梁男須每日洗傷口，情緒「有啲低落」。李小姐引述梁男表示，事發當日，OK便利店一名辦公室男科文，前往涉事便利店巡視，他應對方要求在店內通渠，期間梁男一度離開，拿取通渠水等用品。據悉，此時科文自行在喉管倒入高溫滾水，梁男折返後懵然不知，對方亦未有提及倒水一事，結果在對方催促下倒入通渠水，發生意外。梁男首當其衝灼傷、科文亦受輕傷，另有顧客被波及。李小姐同時質疑，「正常係唔應該有客人在場嘅情況下進行（通渠）。」警方將案件列作「工業意外—有人意外受傷」處理，警方及勞工處調查事件。OK便利店-香港回覆《香港01》查詢時表示，有關今午於沙田利豐中心OK便利店發生的工業意外，公司深感遺憾及對傷者表示深切的慰問。現時公司正就此意外積極及全力配合調查，強調「定會對此次意外的傷者提供最適切的協助及支援」, 而K. Kwong表示，類似通渠水含有氫氧化鈉或氫氧化鉀，均為強鹼性溶液，可溶解蛋白質及油脂，遇水放熱。而喉管內本應已有少量水份，故倒入相關通渠水後，已有熱力在渠內「翻滾」積存；若再其他水、甚或滾水，更會使熱力加劇，猶如「水滾」化成水蒸氣，形成強大壓力而噴出。而資深通渠師傅「棠記」表示，年紀較輕、經驗相對較少的師傅，使用通渠水時必須加倍小心，按照使用說明等候一段時間後，才可加水沖渠。他又指，通渠水有機會蝕穿渠管，釀成意外，加上大多只能溶解表面的油脂或阻塞物，故他傾向使用有螺絲頭的長形專業通渠工具，伸入渠管徹底挖鬆淤塞物後再泵水，便可輕易將淤塞物沖出，達成通渠效果。

### 澳門
澳門的OK便利店由澳門OK便利店有限公司負責業務營運，公司由利豐屬下之利亞零售有限公司與澳門工藝有限公司合資成立的。首家位於皇朝區科英布拉街之OK便利店於2005年3月15日正式營業，最高峰時間在澳門有21家OK便利店。
澳門OK便利店於2008年成為澳門通的合作伙伴，成為澳門首間接受澳門通消費及增值服務的便利店。而OK便利店亦曾與澳門通推出一系列優惠及推廣活動。2009年，大西洋銀行在部分OK便利店裝設自動櫃員機，成為澳門首間設有自動櫃員機（ATM）的便利店。部份澳門OK便利店提供由澳門電訊提供的無線寬頻（Wi-Fi）服務，是澳門首家提供此服務的便利店。
2010年3月26日，澳門國際機場與OK便利店合作，在澳門國際機場離境大堂（1樓）開設分店。成為澳門國際機場內首家24小時便利店。
2010年6月11日，就網上關於澳門8間OK便利店將結業的傳聞，《澳門日報》向OK便利店查詢，但一直未獲任何形式的回覆，6月13日，澳門有多間OK便利店同時以「內部裝修」為由，暫停營業。數星期至數月後，有2至3間分店重新營業。

### 越南
金源米業透過越南控股（現中國軟實力科技）旗下附屬公司於2008年，獲得25年越南經營OK便利店獨家專營權。其後2010年金源米業向越南控股收購有關經營權，交易後金源米業直接持有越南OK便利店業務，其後更在2017年6月業績公佈其間，表示原有25年獨家經營權以無限期方式延續，目前由Circle K Vietnam 公司營運。據傳媒報導，越南OK便利店2018年11月301間分店，而2019年於胡志明市、平陽、頭頓及河內營辦三百三十家分店，全國市佔排名第一，店舖數量較市佔第二位的Family Mart多出一倍。

## 已解約的OK便利店

### 臺灣

來來超商商標

臺灣的Circle K原是由豐群企業集團在1988年9月與美商Circle K合資成立的，公司總部目前位於臺北市信義區，初期除在臺北開店外，還採取在基隆地區開設分店，以發展「鄉村包圍都市」的開店策略，且均為直營店，到1998年才開始發展加盟事業。直至2007年為止的統計，全臺灣有近830家分店；2019年5月則為902家。
目前已經與美國總部解約，改稱仍為「OK超商」，中文公司名稱則從解約前的「富群超商股份有限公司」改為「來來超商股份有限公司」，也修改企業識別標誌。

### 日本
Circle K於1980年在名古屋市開設日本第一間店鋪，後來Circle K和另一連鎖超商「Sunkus」在2004年合併為「Circle K Sunkus」，公司合併但維持原有的兩個品牌，全盛時期的2005年兩個品牌在日本全國共有接近6300間分店。Circle K主要於中部地區，Sunkus就主要位於關東地區。
之後，FamilyMart於2016年收購Circle K Sunkus，於同年9月1日起生效，Circle K與Sunkus的門市開始逐步轉用「FamilyMart」品牌；最後一間日本Circle K門市（位於愛知縣）於2018年11月29日結束營業，標誌著日本的Circle K同Sunkus便利店正式走入歷史。

### 中國大陸
中国大陸的OK便利店最初由利亞零售有限公司及其附屬公司經營。
2000年，香港冯氏集团（利丰集团母公司） 旗下零售业务利亞零售先后取得OK便利店在广东和香港的专营权。
2002年11月，廣州首間OK便利店於以合營企業的方式投入服務，由利亞華南便利店有限公司負責業務營運，為該年度十二個重大項目之一。廣州店以「好知味」、「Hot & In」獨家品牌推出一系列新鮮出爐麵包及即磨即制的精選飲品。 
自2002年广州首家落地以来，其经营着包装饮料、潮流零食、奶类制品、时尚精品等多个类目，重点打造的自有品牌“好知味”(hot & in)，并先后推出独家精制的食品饮品系列，引领轻食新概念，此举一度引发广州便利店的同行们对同类饮品系列进行扩容。OK也是中国大陆地区最早提出便利店＋面包＋热饮的概念的企业。利亞零售有限公司於廣東省廣州市一度有71間便利店、珠海市亦有12間。
2019年8月，苏宁易购宣布收购利亞零售旗下OK便利店在广州市的经营权。 8月5日，苏宁小店公司与利亞零售达成了关于利亚华南的股权转让协议。收购完成后，苏宁将100%控股利亚华南公司在广州区域运营的60多家OK便利店，店铺名称也将逐步由OK便利店更名为苏宁小店。但因苏宁内部经营策略调整及经营不善等问题，2020-2022年期间，广州地区的苏宁小店大部分歇业关闭，部分原属OK便利店及苏宁小店的店铺已改由广东罗森承租。

## 外部連結
- OK便利店總公司（页面存档备份，存于）（英文）
- C利亞零售（页面存档备份，存于）
- 香港OK便利店（页面存档备份，存于）
- 广州OK便利店 （页面存档备份，存于）
- OK便利店華南的新浪微博